# Jean-Louis Thouard
 (septembre 2018).
Jean-Louis Thouard est illustrateur et auteur de bande dessinée français né le 19 avril 1971 à Toulouse. 

## Biographie
Natif de Toulouse, Jean-Louis Thouard passe son bac littéraire au lycée Charles-Nodier de Dole (Jura). Il a passé toute son enfance dans le Jura.[réf. souhaitée] Il intègre l'atelier de Claude Lapointe à l'École supérieure des arts décoratifs de Strasbourg, dont il sort en 1997 ; il est titulaire d'une licence à la faculté d'art de Strasbourg.[réf. souhaitée] Il collabore ensuite avec divers éditeurs, comme Gallimard, Hachette, Albin Michel, Nathan et Flammarion, ainsi que dans la presse (Science et Vie junior, Historia...). Il se déclare admirateur de Gustave Doré.
En collaboration avec Pierre Bottero, il illustre La Quête d'Ewilan, Les Mondes d'Ewilan, Le Pacte des Marchombres, et Isayama. En avril 2008, il dessine Le Scarabée d'Or chez Casterman, premier tome d'une nouvelle série intitulée Histoires extraordinaires d'Edgar Poe dont il est l'initiateur avec Roger Seiter au scénario. L'album Usher, tome 2 des Histoires extraordinaires d'Edgar Poe, est publié chez Casterman en avril 2009. En juin 2010 paraît La Mort Rouge, tome 3 des Histoires extraordinaires d'Edgar Poe.
Jean-Louis Thouard a illustré l'ensemble des couvertures des romans La Quête d'Ewilan, Les Mondes d'Ewilan et du Pacte des Marchombres de Pierre Bottero (édités chez Rageot).
En juin 2013, il publie l'album La somnambule, adaptation en bande dessinée du polar américain La Somnambule d'Helen McCloy. Le scénario est réalisé par le romancier Stéphane Michaka et l'album est publié dans la collection Rivages Casterman Noir.
En 2014, après la publication d'une bande dessinée sur l'histoire de la Bourgogne (La Bourgogne quelle histoire), il réalise (scénario et dessin) un biopic sur le Chanoine Kir.
En 2015, il réalise des couvertures de livres et une exposition sur son travail a lieu dans la Chapelle des Carmélites de Dole (Jura). Il réalise également une exposition Steampunk sur le Capitaine Nemo à la Péniche Cancale (Dijon). Puis dans la galerie de l'Alchimia (Dijon) une exposition sur Eros et Thanatos.
En 2016, Les Histoires Extraordinaires d'Edgar Allan Poe sont publiées en intégrale grand format avec un épilogue inédit et un cahier graphique aux éditions du Long Bec.
En 2018 il illustre La peste écarlate de Jack London aux éditions Hatier.
En 2019 il publie aux éditions Faton un livre sur Les Ducs de Bourgogne.
De 2020 à 2022 il travaille à nouveau avec Roger Seiter (scénariste de FOG) avec lequel il avait déjà collaboré sur les "Histoires extraordinaires d'Edgar Allan Poe" (3 tomes chez Casterman).
L'album s'appelle "Le dossier Thanatos" à paraitre le 31 août 2022 aux éditions Robinson.
Il s'agit d'un polar assez dark sur le thème du féminisme, une enquête policière qui se déroule à Édimbourg à l’époque victorienne dans la mouvance de Sherlock Holmes.

## Publications
Sauf mention contraire, Jean-Louis Thouard est l'illustrateur des ouvrages.
- Contes traditionnels de Franche-Comté, texte de Jacques Cassabois, éditions Milan, Collection Mille ans de contes, 1997  (ISBN 9782841135721)
- Contes traditionnels de Savoie, texte de Jean Muzi, éd. Milan, Collection Mille ans de contes, 1997  (ISBN 9782841134861)
- La Bataille des marionnettes (texte de dessin)[1], Gallimard jeunesse, 2000  (ISBN 9782070523948)
- Contes et légendes de la mythologie celtique, textes de Christian Léourier[1], éd. Nathan, collection Contes et légendes, 2000  (ISBN 9782092820476)
- Une vraie vie de château fort, texte de Bernard Le Magoarou, éditions Le Patio, coll. Patrimôme, 2000  (ISBN 9782909219271)
- Sur les traces des humains, les Petits débrouillards ; réédition par Anne-Marie Bacon, Albin Michel jeunesse, 2001  (ISBN 9782226119506)
- Venise aux 100 suspects[2], texte de Jean-Luc Bizien, Gründ, 2001  (ISBN 9782700037586)
- Le voyage extraordinaire du baron de Münchhausen : d'après un récit véridique illustré par d'authentiques images, Gründ, 2001  (ISBN 9782700042733)
- Barbe-Bleue, texte de Charles Perrault, Gründ, 2002  (ISBN 9782700042696)
- Les diables de Séville, texte de Roger Judenne, Rageot, 2003  (ISBN 9782700228267)
- La Bourgogne, quelle histoire !, scénario et dialogues de Bernard Lecomte, Éd. de Bourgogne, 2004  (ISBN 9782902650019)
- Les Mondes d'Ewilan : La forêt des captifs, de Pierre Bottero, Rageot, 2004  (ISBN 9782700229837)
- Bestiaire fantastique du pays de Comté : liber de wivre, gnomus, foletus, nymphis, ogribus et caeritibus spiritibus, édition Dmodmo, 2005  (ISBN 9782916295015)
- La Forêt de l'épouvante, Nathan, 2005[3]
- Les mondes d'Ewilan :  L'Œil d'Otolep, de Pierre Bottero, Rageot, 2005  (ISBN 9782700229875)
- Les mondes d'Ewilan : Les Tentacules du mal, de Pierre Bottero, Rageot, 2005  (ISBN 9782700231151)
- Isayama, texte de Pierre Bottero, Milan jeunesse, 2007  (ISBN 9782745925541)
- Histoires extraordinaires d'Edgar Poe, scénario de Roger Seiter, Casterman, coll. Ligne rouge

1. Le scarabée d'or, 2008  (ISBN 9782203004726)
2. Usher, 2009  (ISBN 9782203015821)
3. La mort rouge, 2010  (ISBN 9782203025264)
4. Intégrale, 2012  (ISBN 9782203051447)

- La légende de Merlin l'enchanteur et du roi Arthur, adapté de Viviane Koenig,  La Martinière jeunesse, 2009  (ISBN 9782732438580)
- Le pacte des Marchombres : l'intégrale, de Pierre Bottero, Rageot, 2011  (ISBN 9782700237634)
- La Somnambule, adapté du roman d'Helen McCloy par Stéphane Michaka, Casterman, coll. Rivages-Casterman-noir, 2013  (ISBN 9782203047938)
- La Peste écarlate de Jack London, Hatier, 2018
- Histoires extraordinaires d'Edgar Allan Poe, scénario de Roger Seiter, Éditions du Long bec, 2016  (ISBN 9791092499261) ; réédition 2019  (ISBN 978-2-37938-009-9)
- Ducs de Bourgogne, Faton, 2019  (ISBN 9782376350200)
- Gargantua, le géant espiègle, Sun-Ya publishing